# Семенцова, Надежда Мефодьевна
Наде́жда Мефо́диевна Семенцо́ва (11 декабря 1927, Днепропетровск — 19 февраля 2001, Москва) — советская и российская киноактриса.

## Биография
Родилась 11 декабря 1927 года в Днепропетровске. Снималась в большинстве фильмов своего супруга Ричарда Викторова, также в фильмах других режиссёров.
Окончила Театральное училище им. Щукина (педагоги: В. К. Львова и Л. М. Шихматов) в 1951 году.
Сниматься в кино начала ещё студенткой училища, на театральные подмостки пришла в областной ТЮЗ в 1951 г. Играла в спектаклях «Мещане», «На бойком месте». и др.
Жила и работала в Москве по адресу Маломосковская улица, дом 3.
Скончалась 19 февраля 2001 года. Похоронена на Митинском кладбище (участок 65), рядом с мужем.

## Личная жизнь
Вдова кинорежиссёра Ричарда Викторова. От этого брака трое детей:
- Михаил Алексеевич Семенцов-Огиевский (род. 1952) - режиссёр анимационного кино, член Союза Кинематографистов России, организатор кинопроизводства.
- Анна Викторова (род. 1959) — режиссёр кино и телепрограмм.
- Николай Викторов (род. 1964) — российский кинорежиссёр, сценарист, продюсер, актёр.

## Фильмография
1. 1955 — Матрос Чижик — Аннушка
2. 1956 — Море зовёт — Антонина
3. 1958 — На зелёной земле моей — Оксана
4. 1960 — Впереди крутой поворот — работник милиции
5. 1963 — Третья ракета — Люся
6. 1963 — Не плачь, Алёнка
7. 1964 — Валера
8. 1965 — Любимая — Римма
9. 1966 — Волшебная лампа Аладдина — эпизод
10. 1967 — Они живут рядом — медсестра
11. 1968 — Переходный возраст — мать Оли Алексеевой
12. 1970 — Переступи порог — мать Алика Тихомирова
13. 1970 —  День да ночь - мать Христофора
14. 1971 — Вчера, сегодня и всегда
15. 1972 — Иванов катер — Прасковья Никифорова
16. 1973 — Москва-Кассиопея — Филатова;
17. 1973 — Вечный зов — эпизод
18. 1974 — Отроки во Вселенной — робот-исполнитель
19. 1974 — Время её сыновей — Антонина
20. 1976 — Обелиск — Ульяна
21. 1977 — Мимино — секретарь кадровика в Министерстве гражданской авиации
22. 1979 — Задача с тремя неизвестными — Вера Петровна, эксперт-криминалист
23. 1980 — Через тернии к звёздам — Надежда Иванова
24. 1983 — Комета — Галина Кучкина
25. 1984 — Меньший среди братьев — Варя
26. 1985 — Личное дело судьи Ивановой — судебный заседатель
27. 1985 — Прощание славянки[3] — врач в детдоме
28. 1987 — Вот такая история… — мать Гали